# 肅靖門
肅靖門（：／ Sukjeongmun */?），原名肅清門，通稱北大門（韓語：북대문），是位於韓國首爾特别市鐘路區的一座城門，為「首爾四大門」之一。

## 歷史
肅靖門是漢城(漢城府漢陽都城)早年四度城門之一，落成於朝鮮王朝時期的1390年代。肅靖門位於北漢山東側邊緣一帶，為漢陽都城的北大門，以「莊嚴肅穆平定」之字意來命名。於太祖5年(1396年)建置完工的肅靖門，起初佇立位置比現今坐落處稍偏西側，是因燕山君於在位期間修整城廓時移至現在地點。
肅靖門建立的用意原本就非提供人民進出，就是為完善具備漢陽都城東南西北四大門等同規格目的，並且在緊急時期肅靖門平時皆大門深鎖，沒有可通過的大道路，因此可作為避難的用途。
肅靖門由於鄰近青瓦臺，所以在1968年1.21事態發生後開始被指定為軍事保護區，期間政府將肅靖門封閉，並進行維修。1976年為修復還原北岳山一帶城廓另外加建門樓並掛上寫有＂肅靖門＂大字的匾額。直至2006年4月，當局才分三個階段重新開放。開放初期肅靖門每天開放3次，每次只接待50名遊客。
漢城四度城門和普信閣名字均按照儒學中的「仁義禮智信」思想及風水五行分別起名，它們分別被命名為興仁之門、敦義門、崇禮門及肅靖門，其中肅靖門中以「靖」代「智」。

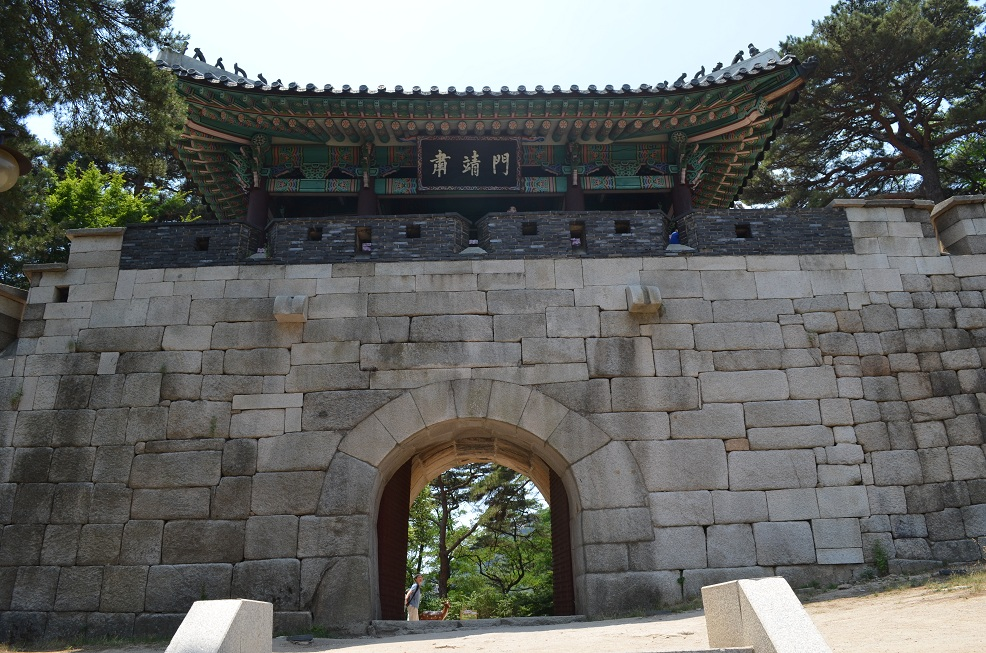
肅靖門正面
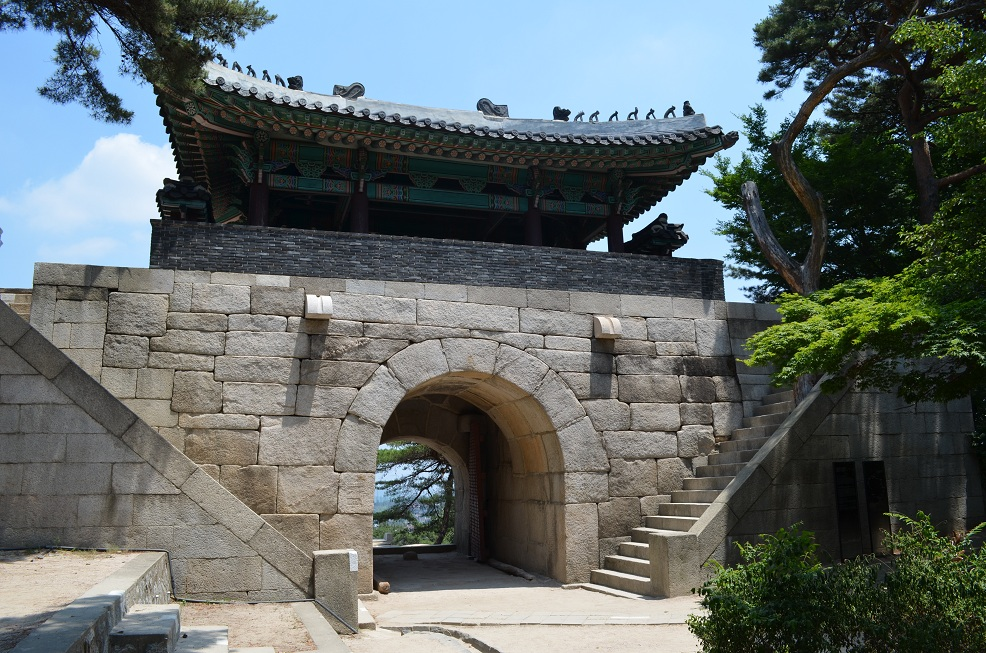
肅靖門後面
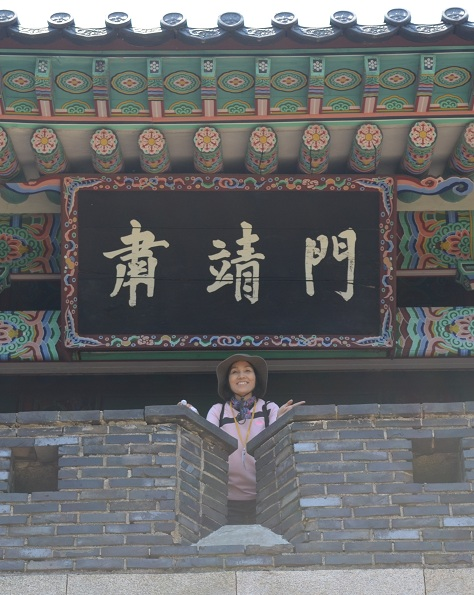
1976年為修復還原北岳山一帶城廓另外加建門樓並掛上寫有＂肅靖門＂大字的匾額，但匾額字體方向，並沒有按傳統漢字右向左書寫。
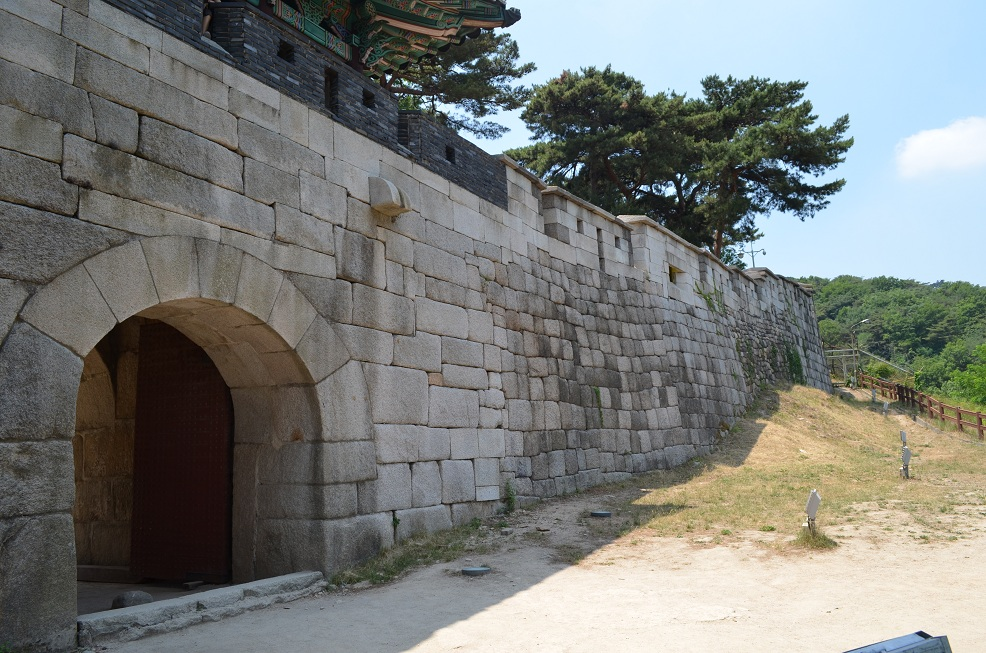
肅靖門及城牆
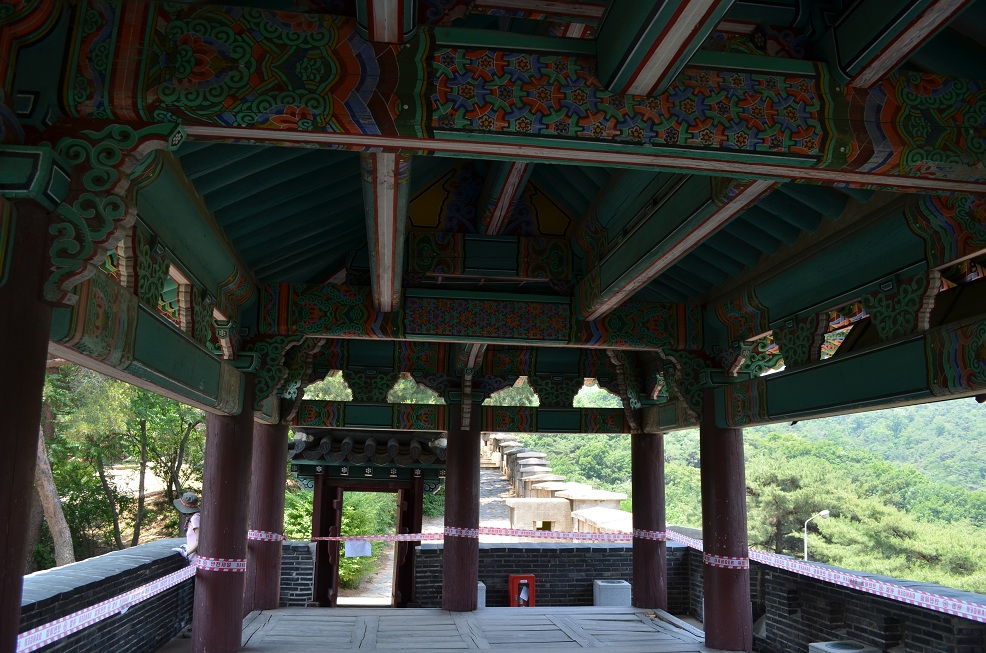
肅靖門樓閣
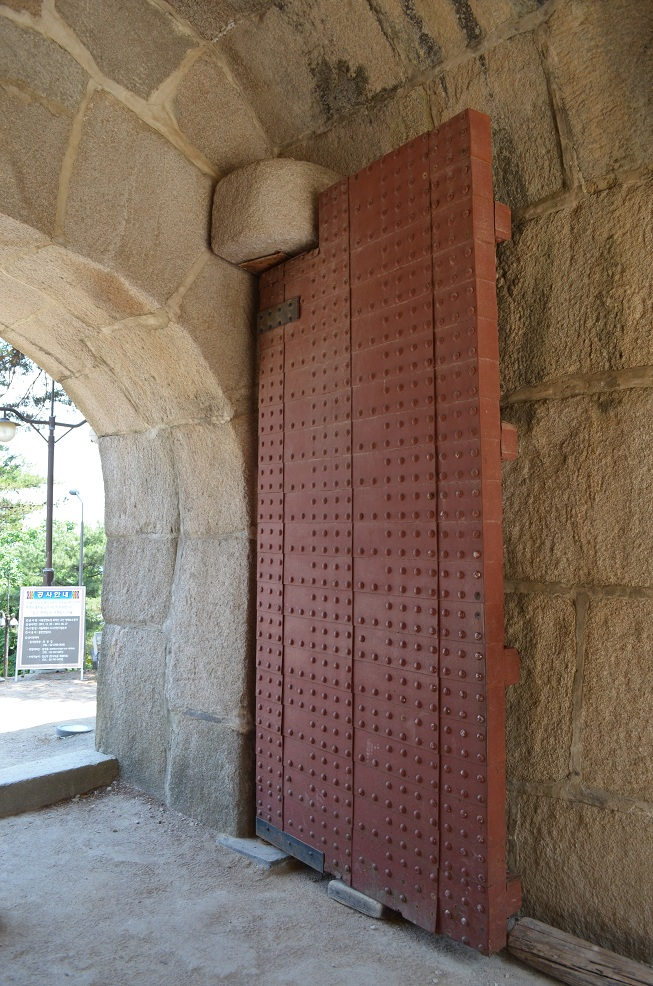
肅靖門城門
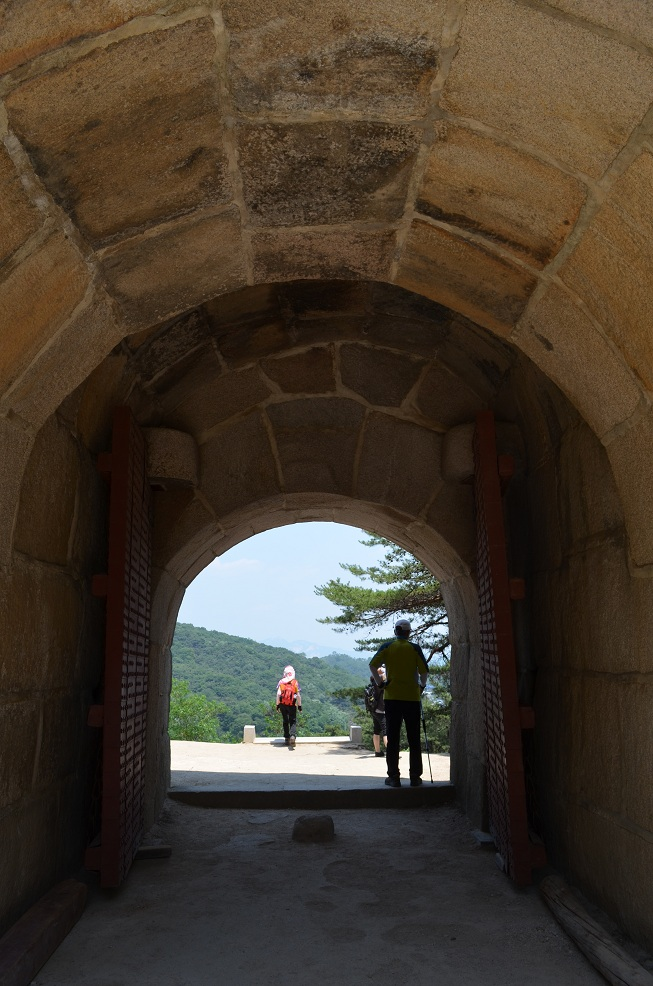
肅靖門門道